# ACF Fiorentina 2020-2021
Questa voce raccoglie le informazioni riguardanti il ACF Fiorentina nelle competizioni ufficiali della stagione 2020-2021.

## Stagione
La Fiorentina disputa il suo ottantaquattresimo campionato di Serie A e partecipa (dal terzo turno eliminatorio) alla Coppa Italia. In panchina viene confermato Giuseppe Iachini e il suo staff. Tuttavia dopo un avvio di campionato con risultati al di sotto delle aspettative, il 9 novembre 2020 Iachini viene esonerato e sostituito da Cesare Prandelli, che torna così sulla panchina viola dopo dieci anni. Il 23 marzo 2021, dopo 21 partite condite da 5 vittorie, 6 pareggi e 10 sconfitte, il tecnico Prandelli si dimette. Il giorno successivo, viene ufficializzato il ritorno di Giuseppe Iachini.
La stagione della Fiorentina risulterà abbastanza travagliata, divisa da alcune buone partite (spicca il 3-0 in casa della Juventus) a cadute rovinose (tra tutte il 6-0 in casa del Napoli) che l'hanno portata, in alcuni frangenti, a lottare per il mantenimento della categoria. Tuttavia la squadra riesce a conquistare la matematica salvezza a due giornate dalla fine del campionato grazie allo 0-0 contro il Cagliari. Degna di nota la consacrazione dell'attaccante serbo Dušan Vlahović autore di 21 gol stagionali, risultando il giocatore della Fiorentina più prolifico della stagione dopo Luca Toni (31 gol nella stagione 2005-2006). Inoltre è il primo calciatore nato nel 2000 a segnare più i 20 gol nei top 5 campionati europei ed è stato anche il terzo calciatore serbo a realizzare una tripletta in Serie A (nella partita Benevento-Fiorentina 1-4). La squadra chiude la stagione con uno 0-0 a Crotone e al tredicesimo posto in classifica con 40 punti, il peggior punteggio dal 2004-2005 (annata del ritorno in Serie A) ad oggi.
In Coppa Italia dopo aver superato il terzo e quarto turno eliminatorio contro Padova (2-1) e Udinese (0-1 dopo i tempi supplementari), i viola vengono estromessi dalla coppa nazionale negli ottavi di finale dall'Inter, vittoriosi al Franchi per 1-2 dopo i tempi supplementari.

## Divise e sponsor
| Casa | Trasferta | Terza divisa |  |

## Organigramma societario
Area direttiva
- Presidente: Rocco Commisso
- Amministratore Delegato: Mark E. Stephan
- Consigliere Delegato: Joe Barone
- Consigliere: Joseph B. Commisso
- Segreteria Sportiva: Fabio Bonelli
- Chief Financial Officer: Alessandra Sartor
- Direttore amministrazione, finanza e controllo: Gian Marco Pachetti
- Direttore Affari Legali e Generali: Elena Covelli

Area organizzativa
- Club Manager: Giancarlo Antognoni
- Supervisore Area Tecnica: Dario Dainelli
- Team Manager: Alberto Marangon
- Direttore area stadio e sicurezza: Edoardo Miano
- Resp. risorse umane: Grazia Forgione
- IT Manager: Andrea Ragusin

Area comunicazione
- Direttore comunicazione: Alessandro Ferrari
- Ufficio Stampa: Luca Di Francesco - Arturo Mastronardi
- Direttore responsabile www.ViolaChannel.tv: Luca Giammarini

Area tecnica
- Direttore sportivo: Daniele Pradè
- Allenatore: Giuseppe Iachini
- Viceallenatore: Giuseppe Carillo
- Preparatore atletico: Valter Vio
- Collaboratori tecnici:. Marco Fumagalli e Marco Donadel
- Match analyst: Antonio Tramontano, Paolo Riela
- Allenatore portieri: Alejandro Rosalen Lopez

Area sanitaria
- Direttore area medico-sanitaria: Luca Pengue
- Coordinatore e responsabile scientifico: Giovanni Serni
- Massofisioterapisti: Stefano Dainelli
- Fisioterapista: Luca Lonero, Simone Michelassi, Daniele Misseri, Filippo Nannelli, Francesco Tonarelli
- Nutrizionista: Christian Petri

## Rosa
Rosa e numerazione aggiornate al 1º febbraio 2021.
| N. |                           | Ruolo | Calciatore                 |
| -- | ------------------------- | ----- | -------------------------- |
| 1  | Italia (bandiera)         | P     | Pietro Terracciano         |
| 2  | Argentina (bandiera)      | D     | Julian Illanes             |
| 2  | Argentina (bandiera)      | D     | Lucas Martínez Quarta      |
| 3  | Italia (bandiera)         | D     | Cristiano Biraghi          |
| 4  | Serbia (bandiera)         | D     | Nikola Milenković          |
| 5  | Italia (bandiera)         | C     | Giacomo Bonaventura        |
| 6  | Spagna (bandiera)         | C     | Borja Valero               |
| 7  | Francia (bandiera)        | C     | Franck Ribéry              |
| 8  | Ghana (bandiera)          | C     | Alfred Duncan              |
| 9  | Serbia (bandiera)         | A     | Dušan Vlahović             |
| 10 | Italia (bandiera)         | C     | Gaetano Castrovilli        |
| 11 | Costa d'Avorio (bandiera) | A     | Christian Kouamé           |
| 12 | Italia (bandiera)         | P     | Jacopo Ricco               |
| 14 | Italia (bandiera)         | C     | Alessandro Bianco          |
| 15 | Uruguay (bandiera)        | D     | Maximiliano Olivera        |
| 17 | Italia (bandiera)         | D     | Federico Ceccherini        |
| 18 | Italia (bandiera)         | C     | Riccardo Saponara          |
| 19 | Uruguay (bandiera)        | C     | Sebastián Cristóforo       |
| 20 | Argentina (bandiera)      | D     | Germán Pezzella (capitano) |
| 21 | Spagna (bandiera)         | D     | Pol Lirola                 |
| 21 | Italia (bandiera)         | P     | Antonio Rosati             |
| 22 | Uruguay (bandiera)        | D     | Martín Cáceres             |

| N. |                     | Ruolo | Calciatore           |
| -- | ------------------- | ----- | -------------------- |
| 23 | Italia (bandiera)   | D     | Lorenzo Venuti       |
| 24 | Italia (bandiera)   | D     | Lorenzo Chiti        |
| 25 | Francia (bandiera)  | D     | Kévin Malcuit        |
| 25 | Italia (bandiera)   | A     | Federico Chiesa      |
| 27 | Italia (bandiera)   | D     | Antonio Barreca      |
| 28 | Spagna (bandiera)   | C     | Tòfol Montiel        |
| 29 | Bulgaria (bandiera) | C     | Dimo Krastev         |
| 30 | Romania (bandiera)  | D     | Eduard Dutu          |
| 32 | Italia (bandiera)   | D     | Christian Dalle Mura |
| 33 | Italia (bandiera)   | P     | Federico Brancolini  |
| 34 | Marocco (bandiera)  | C     | Sofyan Amrabat       |
| 35 | Italia (bandiera)   | D     | Pietro Giordani      |
| 36 | Italia (bandiera)   | D     | Fabio Ponsi          |
| 63 | Italia (bandiera)   | A     | Patrick Cutrone      |
| 67 | Italia (bandiera)   | P     | Simone Ghidotti      |
| 67 | Romania (bandiera)  | A     | Louis Munteanu       |
| 69 | Polonia (bandiera)  | P     | Bartłomiej Drągowski |
| 77 | Spagna (bandiera)   | C     | José María Callejón  |
| 78 | Cile (bandiera)     | C     | Erick Pulgar         |
| 91 | Russia (bandiera)   | A     | Aleksandr Kokorin    |
| 92 | Francia (bandiera)  | C     | Valentin Eysseric    |
| 98 | Brasile (bandiera)  | D     | Igor                 |

## Calciomercato

### Sessione estiva(dall'01/09 al 05/10)
| Acquisti         | Acquisti              | Acquisti        | Acquisti            |
| R.               | Nome                  | da              | Modalità            |
| ---------------- | --------------------- | --------------- | ------------------- |
| D                | Antonio Barreca       | Monaco          | prestito            |
| D                | Cristiano Biraghi     | Inter           | fine prestito       |
| D                | Pol Lirola            | Sassuolo        | riscatto cartellino |
| D                | Lucas Martínez Quarta | River Plate     | definitivo          |
| D                | Luca Ranieri          | Ascoli          | fine prestito       |
| C                | Sofyan Amrabat        | Verona          | fine prestito       |
| C                | Kevin-Prince Boateng  | Beşiktaş        | fine prestito       |
| C                | Giacomo Bonaventura   | -               | svincolato          |
| C                | Sebastián Cristóforo  | Eibar           | fine prestito       |
| C                | Bryan Dabo            | SPAL            | fine prestito       |
| C                | Alfred Duncan         | Sassuolo        | riscatto cartellino |
| C                | Valentin Eysseric     | Verona          | fine prestito       |
| C                | Riccardo Saponara     | Lecce           | fine prestito       |
| C                | Borja Valero          | -               | svincolato          |
| C                | José María Callejón   | -               | svincolato          |
| A                | Christian Kouamé      | Genoa           | riscatto cartellino |
| Altre operazioni |                       |                 |                     |
| P                | Michele Cerofolini    | Casertana       | fine prestito       |
| D                | Petko Hristov         | Bisceglie       | fine prestito       |
| D                | Jacob Rasmussen       | Erzgebirge Aue  | fine prestito       |
| C                | Tòfol Montiel         | Vitória Setúbal | fine prestito       |
| C                | Amidu Salifu          | Al-Salmiya      | fine prestito       |
| A                | Gabriele Gori         | Arezzo          | fine prestito       |
| A                | Rafik Zekhnini        | Twente          | fine prestito       |

| Cessioni         | Cessioni             | Cessioni          | Cessioni                               |
| R.               | Nome                 | a                 | Modalità                               |
| ---------------- | -------------------- | ----------------- | -------------------------------------- |
| D                | Kevin Diks           | Aarhus            | rinnovo prestito                       |
| D                | Luca Ranieri         | SPAL              | prestito                               |
| D                | Aleksa Terzić        | Empoli            | prestito                               |
| D                | Federico Ceccherini  | Verona            | prestito                               |
| C                | Milan Badelj         | Lazio             | fine prestito                          |
| C                | Sebastián Cristóforo | -                 | risoluzione contrattuale               |
| C                | Bryan Dabo           | Benevento         | definitivo                             |
| C                | Rachid Ghezzal       | Leicester City    | fine prestito                          |
| C                | Kevin Agudelo        | Genoa             | fine prestito                          |
| C                | Jordan Veretout      | Roma              | riscatto cartellino (17 mln € + bonus) |
| C                | Szymon Żurkowski     | Empoli            | rinnovo prestito                       |
| C                | Marco Benassi        | Verona            | prestito                               |
| C                | Kevin-Prince Boateng | Monza             | definitivo                             |
| A                | Giovanni Simeone     | Cagliari          | riscatto cartellino                    |
| A                | Riccardo Sottil      | Cagliari          | prestito                               |
| A                | Cyril Théréau        |                   | fine contratto                         |
| A                | Federico Chiesa      | Juventus          | prestito biennale                      |
| Altre operazioni |                      |                   |                                        |
| R.               | Nome                 | a                 | Modalità                               |
| P                | Michele Cerofolini   | Reggiana          | prestito                               |
| P                | Simone Ghidotti      | Pergolettese      | prestito                               |
| D                | Riccardo Baroni      | Frosinone         | definitivo                             |
| D                | Julian Illanes       | Chievo            | prestito                               |
| D                | Jacob Rasmussen      | Vitesse           | prestito                               |
| D                | Petko Hristov        | Pro Vercelli      | prestito                               |
| D                | Dávid Hancko         | Sparta Praga      | rinnovo prestito                       |
| C                | Amidu Salifu         | Petrolul Ploiești | definitivo                             |
| C                | Martin Graiciar      | Mladá Boleslav    | prestito                               |
| C                | Alessandro Sersanti  | Grosseto          | prestito                               |
| A                | Gabriele Gori        | Vicenza           | prestito                               |
| A                | Rafik Zekhnini       | Losanna           | prestito con diritto di riscatto       |

### Sessione invernale(dal 04/01 all'01/02)
| Acquisti         | Acquisti              | Acquisti      | Acquisti      |
| R.               | Nome                  | da            | Modalità      |
| ---------------- | --------------------- | ------------- | ------------- |
| P                | Antonio Rosati        | Torino        | definitivo    |
| D                | Maximiliano Olivera   | Juárez        | fine prestito |
| D                | Kévin Malcuit         | Napoli        | prestito      |
| C                | Youssef Maleh         | Venezia       | definitivo    |
| A                | Aleksandr Kokorin     | Spartak Mosca | definitivo    |
| Altre operazioni |                       |               |               |
| R.               | Nome                  | da            | Modalità      |
| P                | Ivan Georgiev Andonov | Levski Sofia  | definitivo    |
| D                | Pietro Giordani       | Frosinone     | prestito      |

| Cessioni         | Cessioni             | Cessioni            | Cessioni                         |
| R.               | Nome                 | a                   | Modalità                         |
| ---------------- | -------------------- | ------------------- | -------------------------------- |
| D                | Pol Lirola           | Olympique Marsiglia | prestito con diritto di riscatto |
| C                | Riccardo Saponara    | Spezia              | prestito                         |
| C                | Alfred Duncan        | Cagliari            | prestito                         |
| C                | Youssef Maleh        | Venezia             | prestito                         |
| A                | Patrick Cutrone      | Wolverhampton       | fine prestito                    |
| Altre operazioni |                      |                     |                                  |
| R.               | Nome                 | a                   | Modalità                         |
| D                | Christian Dalle Mura | Reggina             | prestito                         |

## Risultati

### Serie A

#### Girone di andata
| Arbitro: | Abisso (Palermo) |

|                 |           |  |
| Castrovilli 78’ | Marcatori |  |

| Arbitro: | Calvarese (Teramo) |

|                                                                |           |                                      |
| Martínez 45+2’ Ceccherini 52’ (aut.) Lukaku 87’ D'Ambrosio 89’ | Marcatori | 3’ Kouamé 57’ Castrovilli 63’ Chiesa |

| Arbitro: | Giacomelli (Trieste) |

|              |           |                                   |
| Vlahović 72’ | Marcatori | 42’ (rig.) Quagliarella 83’ Verre |

| Arbitro: | Manganiello (Pinerolo) |

|                      |           |                             |
| Verde 39’ Farias 75’ | Marcatori | 2’ Ger. Pezzella 4’ Biraghi |

| Arbitro: | Fourneau (Roma) |

|                                     |           |                |
| Castrovilli 11’, 51’ Milenkovic 21’ | Marcatori | 43’, 86’ Okaka |

| Arbitro: | Orsato (Schio) |

|                          |           |  |
| Spinazzola 12’ Pedro 70’ | Marcatori |  |

| Parma 7 novembre 2020, ore 20:45 CET 7ª giornata | Parma           | 0 – 0 referto | Fiorentina | Stadio Ennio Tardini (0 spett.)\| Arbitro: \| La Penna (Roma) \| |
| Arbitro:                                         | La Penna (Roma) |               |            |                                                                  |

| Arbitro: | Ghersini (Genova) |

|  |           |             |
|  | Marcatori | 52’ Improta |

| Arbitro: | Abisso (Palermo) |

|                                    |           |  |
| A. Romagnoli 17’ Kessié 27’ (rig.) | Marcatori |  |

| Arbitro: | Doveri (Roma) |

|                  |           |           |
| Milenković 90+8’ | Marcatori | 89’ Pjaca |

| Arbitro: | Mariani (Aprilia) |

|                                       |           |  |
| Gosens 44’ Malinovs'kyj 55’ Tolói 63’ | Marcatori |  |

| Arbitro: | Valeri (Roma) |

|                     |           |            |
| Vlahović 35’ (rig.) | Marcatori | 13’ Traorè |

| Arbitro: | Fourneau (Roma) |

|                     |           |                  |
| Vlahović 19’ (rig.) | Marcatori | 8’ (rig.) Veloso |

| Arbitro: | La Penna (Roma) |

|  |           |                                                |
|  | Marcatori | 3’ Vlahović 76’ (aut.) Alex Sandro 81’ Cáceres |

| Firenze 3 gennaio 2021, ore 15:00 CET 15ª giornata | Fiorentina     | 0 – 0 referto | Bologna | Stadio Artemio Franchi (0 spett.)\| Arbitro: \| Orsato (Schio) \| |
| Arbitro:                                           | Orsato (Schio) |               |         |                                                                   |

| Arbitro: | Abisso (Palermo) |

|                         |           |                     |
| Caicedo 6’ Immobile 75’ | Marcatori | 88’ (rig.) Vlahović |

| Arbitro: | Giacomelli (Trieste) |

|              |           |  |
| Vlahović 72’ | Marcatori |  |

| Arbitro: | Chiffi (Padova) |

|                                                                           |           |  |
| L. Insigne 5’, 72’ (rig.) Demme 36’ Lozano 38’ Zieliński 45’ Politano 89’ | Marcatori |  |

| Arbitro: | Piccinini (Forlì) |

|                              |           |          |
| Bonaventura 20’ Vlahović 32’ | Marcatori | 66’ Simy |

#### Girone di ritorno
| Arbitro: | Di Bello (Brindisi) |

|             |           |            |
| Belotti 88’ | Marcatori | 67’ Ribéry |

| Arbitro: | La Penna (Roma) |

|  |           |                         |
|  | Marcatori | 31’ Barella 52’ Perišić |

| Arbitro: | Maresca (Napoli) |

|                            |           |              |
| Keita 31’ Quagliarella 71’ | Marcatori | 37’ Vlahović |

| Arbitro: | Calvarese (Teramo) |

|                                           |           |  |
| Vlahović 48’ Castrovilli 64’ Eysseric 82’ | Marcatori |  |

| Arbitro: | Volpi (Arezzo) |

|                 |           |  |
| Nestorovski 86’ | Marcatori |  |

| Arbitro: | Calvarese (Teramo) |

|                       |           |                            |
| Spinazzola 60’ (aut.) | Marcatori | 49’ Spinazzola 88’ Diawara |

| Arbitro: | Abisso (Palermo) |

|                                                          |           |                                         |
| Martínez Quarta 28’ Milenković 42’ Iacoponi 90+4’ (aut.) | Marcatori | 32’ (rig.) Kucka 72’ Kurtić 90’ Mihăilă |

| Arbitro: | Giacomelli (Trieste) |

|            |           |                                      |
| Ioniță 56’ | Marcatori | 8’, 26’, 45+1’ Vlahović 75’ Eysseric |

| Arbitro: | Guida (Torre Annunziata) |

|                       |           |                                        |
| Pulgar 17’ Ribéry 51’ | Marcatori | 9’ Ibrahimović 57’ Díaz 72’ Çalhanoğlu |

| Arbitro: | Maresca (Napoli) |

|            |           |              |
| Destro 13’ | Marcatori | 23’ Vlahović |

| Arbitro: | Sacchi (Macerata) |

|                   |           |                                      |
| Vlahović 57’, 66’ | Marcatori | 13’, 40’ D. Zapata 70’ (rig.) Iličić |

| Arbitro: | Aureliano (Bologna) |

|                                          |           |                 |
| Berardi 59’ (rig.), 62’ (rig.) Lopez 75’ | Marcatori | 31’ Bonaventura |

| Arbitro: | Prontera (Bologna) |

|             |           |                                   |
| Salcedo 72’ | Marcatori | 45+2’ (rig.) Vlahović 65’ Cáceres |

| Arbitro: | Massa (Imperia) |

|                     |           |            |
| Vlahović 29’ (rig.) | Marcatori | 46’ Morata |

| Arbitro: | Dionisi (L'Aquila) |

|                       |           |                                          |
| Palacio 31’, 71’, 84’ | Marcatori | 22’ (rig.), 73’ Vlahović 64’ Bonaventura |

| Arbitro: | Maresca (Napoli) |

|                   |           |  |
| Vlahović 32’, 89’ | Marcatori |  |

| Cagliari 12 maggio 2021, ore 18:30 CEST 36ª giornata | Cagliari          | 0 – 0 referto | Fiorentina | Sardegna Arena (0 spett.)\| Arbitro: \| Mariani (Aprilia) \| |
| Arbitro:                                             | Mariani (Aprilia) |               |            |                                                              |

| Arbitro: | Abisso (Palermo) |

|  |           |                                  |
|  | Marcatori | 56’ L. Insigne 67’ (aut.) Venuti |

| Crotone 22 maggio 2021, ore 20:45 CEST 38ª giornata | Crotone               | 0 – 0 referto | Fiorentina | Stadio Ezio Scida (0 spett.)\| Arbitro: \| Abbattista (Molfetta) \| |
| Arbitro:                                            | Abbattista (Molfetta) |               |            |                                                                     |

### Coppa Italia

#### Turni eliminatori
| Arbitro: | Santoro (Messina) |

|                         |           |             |
| Venuti 11’ Callejón 32’ | Marcatori | 55’ Santini |

| Arbitro: | Serra (Torino) |

|  |           |              |
|  | Marcatori | 112’ Montiel |

#### Fase finale
| Arbitro: | Massa (Imperia) |

|            |           |                              |
| Kouamé 57’ | Marcatori | 40’ (rig.) Vidal 119’ Lukaku |

## Statistiche

### Statistiche di squadra
| Competizione | Punti | In casa | In casa | In casa | In casa | In casa | In casa | In trasferta | In trasferta | In trasferta | In trasferta | In trasferta | In trasferta | Totale | Totale | Totale | Totale | Totale | Totale | DR  |
| Competizione | Punti | G       | V       | N       | P       | Gf      | Gs      | G            | V            | N            | P            | Gf           | Gs           | G      | V      | N      | P      | Gf     | Gs     | DR  |
| ------------ | ----- | ------- | ------- | ------- | ------- | ------- | ------- | ------------ | ------------ | ------------ | ------------ | ------------ | ------------ | ------ | ------ | ------ | ------ | ------ | ------ | --- |
| Serie A      | 40    | 19      | 6       | 5       | 7       | 25      | 25      | 19           | 3            | 7            | 9            | 22           | 34           | 38     | 9      | 13     | 16     | 47     | 59     | -12 |
| Coppa Italia | -     | 2       | 1       | 0       | 1       | 3       | 3       | 1            | 1            | 0            | 0            | 1            | 0            | 3      | 2      | 0      | 1      | 4      | 3      | +1  |
| Totale       | -     | 21      | 7       | 6       | 8       | 28      | 28      | 20           | 4            | 7            | 9            | 23           | 34           | 41     | 11     | 13     | 17     | 51     | 62     | -11 |

### Andamento in campionato
| Giornata  | 1 | 2 | 3  | 4  | 5  | 6  | 7  | 8  | 9  | 10 | 11 | 12 | 13 | 14 | 15 | 16 | 17 | 18 | 19 | 20 | 21 | 22 | 23 | 24 | 25 | 26 | 27 | 28 | 29 | 30 | 31 | 32 | 33 | 34 | 35 | 36 | 37 | 38 |
| --------- | - | - | -- | -- | -- | -- | -- | -- | -- | -- | -- | -- | -- | -- | -- | -- | -- | -- | -- | -- | -- | -- | -- | -- | -- | -- | -- | -- | -- | -- | -- | -- | -- | -- | -- | -- | -- | -- |
| Luogo     | C | T | C  | T  | C  | T  | T  | C  | T  | C  | T  | C  | C  | T  | C  | T  | C  | T  | C  | T  | C  | T  | C  | T  | C  | C  | T  | C  | T  | C  | T  | T  | C  | T  | C  | T  | C  | T  |
| Risultato | V | P | P  | N  | V  | P  | N  | P  | P  | N  | P  | N  | N  | V  | N  | P  | V  | P  | V  | N  | P  | P  | V  | P  | P  | N  | V  | P  | N  | P  | P  | V  | N  | N  | V  | N  | P  | N  |
| Posizione | 1 | 6 | 11 | 11 | 10 | 11 | 12 | 15 | 17 | 17 | 17 | 17 | 16 | 14 | 14 | 14 | 12 | 13 | 12 | 11 | 15 | 16 | 12 | 14 | 14 | 14 | 13 | 14 | 14 | 15 | 15 | 13 | 14 | 14 | 13 | 13 | 13 | 13 |

Fonte:  Serie A – Classifica, su legaseriea.it, Lega Serie A. URL consultato il 20 settembre 2020.
Legenda:

Luogo: C = Casa; T = Trasferta. Risultato: V = Vittoria; N = Pareggio; P = Sconfitta.

### Statistiche dei giocatori
| Giocatore          | Serie A  | Serie A | Serie A     | Serie A    | Coppa Italia | Coppa Italia | Coppa Italia | Coppa Italia | Totale   | Totale | Totale      | Totale     |
| Giocatore          | Presenze | Reti    | Ammonizioni | Espulsioni | Presenze     | Reti         | Ammonizioni  | Espulsioni   | Presenze | Reti   | Ammonizioni | Espulsioni |
| ------------------ | -------- | ------- | ----------- | ---------- | ------------ | ------------ | ------------ | ------------ | -------- | ------ | ----------- | ---------- |
| S. Amrabat         | 31       | 0       | 7           | 0          | 2            | 0            | 0            | 0            | 33       | 0      | 7           | 0          |
| A. Barreca         | 3        | 0       | 0           | 0          | 1            | 0            | 0            | 0            | 4        | 0      | 0           | 0          |
| C. Biraghi         | 35       | 1       | 9           | 0          | 3            | 0            | 1            | 0            | 38       | 1      | 10          | 0          |
| G. Bonaventura     | 34       | 3       | 5           | 0          | 1            | 0            | 1            | 0            | 35       | 3      | 6           | 0          |
| F. Brancolini      | 0        | -0      | 0           | 0          | 0            | -0           | 0            | 0            | 0        | -0     | 0           | 0          |
| M. Cáceres         | 29       | 2       | 4           | 0          | 2            | 0            | 0            | 0            | 31       | 2      | 4           | 0          |
| J.M. Callejón      | 20       | 0       | 0           | 0          | 2            | 1            | 0            | 0            | 22       | 1      | 0           | 0          |
| G. Castrovilli     | 34       | 5       | 7           | 1          | 3            | 0            | 0            | 0            | 37       | 5      | 7           | 1          |
| F. Ceccherini      | 3        | 0       | 2           | 0          | 0            | 0            | 0            | 0            | 3        | 0      | 2           | 0          |
| F. Chiesa          | 3        | 1       | 0           | 0          | 0            | 0            | 0            | 0            | 3        | 1      | 0           | 0          |
| P. Cutrone         | 11       | 0       | 0           | 0          | 2            | 0            | 0            | 0            | 13       | 0      | 0           | 0          |
| B. Drągowski       | 36       | -55     | 0           | 1          | 0            | -0           | 0            | 0            | 36       | -55    | 0           | 1          |
| A. Duncan          | 4        | 0       | 0           | 0          | 1            | 0            | 0            | 0            | 5        | 0      | 0           | 0          |
| B. Duncan          | 0        | 0       | 0           | 0          | 0            | 0            | 0            | 0            | 0        | 0      | 0           | 0          |
| V. Eysseric        | 16       | 2       | 2           | 0          | 2            | 0            | 1            | 0            | 18       | 2      | 3           | 0          |
| Igor               | 21       | 0       | 5           | 0          | 3            | 0            | 1            | 0            | 24       | 0      | 6           | 0          |
| A. Kokorin         | 4        | 0       | 1           | 0          | 0            | 0            | 0            | 0            | 4        | 0      | 1           | 0          |
| C. Kouamé          | 33       | 1       | 4           | 0          | 3            | 1            | 1            | 0            | 36       | 2      | 5           | 0          |
| P. Lirola          | 12       | 0       | 3           | 0          | 1            | 0            | 0            | 0            | 13       | 0      | 3           | 0          |
| K. Malcuit         | 5        | 0       | 0           | 0          | 0            | 0            | 0            | 0            | 5        | 0      | 0           | 0          |
| N. Milenković      | 34       | 3       | 7           | 1          | 3            | 0            | 0            | 0            | 37       | 3      | 7           | 1          |
| T. Montiel         | 2        | 0       | 0           | 0          | 1            | 1            | 0            | 0            | 3        | 1      | 0           | 0          |
| L. Martínez Quarta | 21       | 1       | 4           | 1          | 2            | 0            | 0            | 0            | 23       | 1      | 4           | 1          |
| M. Olivera         | 2        | 0       | 0           | 0          | 0            | 0            | 0            | 0            | 2        | 0      | 0           | 0          |
| G. Pezzella        | 32       | 1       | 5           | 0          | 1            | 0            | 0            | 0            | 33       | 1      | 5           | 0          |
| E. Pulgar          | 31       | 1       | 8           | 0          | 2            | 0            | 2            | 0            | 33       | 1      | 10          | 0          |
| A. Rosati          | 0        | -0      | 0           | 0          | 0            | -0           | 0            | 0            | 0        | -0     | 0           | 0          |
| F. Ribéry          | 29       | 2       | 6           | 1          | 1            | 0            | 0            | 0            | 30       | 2      | 6           | 1          |
| R. Saponara        | 2        | 0       | 0           | 0          | 1            | 0            | 0            | 0            | 3        | 0      | 0           | 0          |
| P. Terracciano     | 4        | -4      | 0           | 0          | 3            | -3           | 0            | 0            | 7        | -7     | 0           | 0          |
| B. Valero          | 20       | 0       | 3           | 0          | 1            | 0            | 0            | 0            | 21       | 0      | 3           | 0          |
| L. Venuti          | 28       | 0       | 3           | 0          | 2            | 1            | 0            | 0            | 30       | 1      | 3           | 0          |
| D. Vlahović        | 37       | 21      | 1           | 0          | 3            | 0            | 0            | 0            | 40       | 21     | 1           | 0          |

## Giovanili

### Piazzamenti
- Primavera:
  - Campionato:  12º posto
  - Coppa Italia: Vincitrice 
  - Torneo di Viareggio: Non disputato
  - Supercoppa Primavera:   Finalista

#### Under-18
- Campionato: 11º posto

#### Under-17
- Campionato: 4º posto (gruppo 6)

#### Under-16
- Campionato: Sospeso

#### Under-15
- Campionato: sospeso